# Wolfram Neugebauer

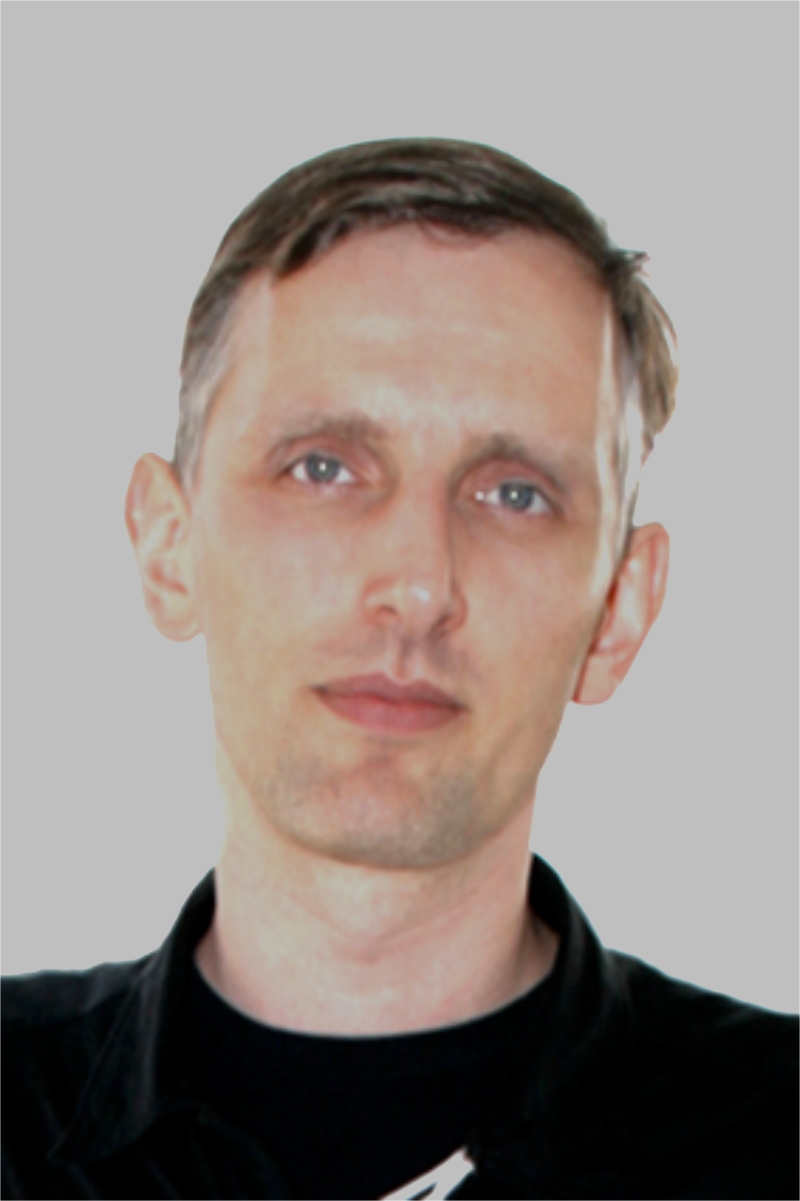
Wolfram Neugebauer (2008)

Wolfram Neugebauer (* 6. August 1967 in Leipzig) ist ein deutscher Techno-DJ und Veranstalter, der auch unter den Namen WolleXDP, Tekknozist oder Wolle Neugebauer bekannt ist. Darüber hinaus erlangte er Bekanntheit als international erfolgreicher Extremsportler im Apnoetauchen.

## Musik
Neugebauer gehörte 1989 zu den Organisatoren der ersten „XDP“-Techno-Partys in Berlin und war u. a. der Veranstalter der ersten deutschen Raves, den Tekknozid-Partys. Den „Ausverkauf“ von Techno in den folgenden Jahren lehnte er vehement ab und verlegte seinen Wirkungsschwerpunkt auf Szeneevents und Clubs. Er begründete unter anderem die Hart-House-Veranstaltungsreihe im Bunker, sorgte 1994 für den Relaunch des Tresor und war Mitbetreiber der Berliner Clubs „Discount“ und „Pfefferbank“. 1999 bis 2001 organisierte er zusammen mit anderen die 1997 ins Leben gerufene Fuckparade.
Als DJ erlangte er internationale Bedeutung und spielte in vielen namhaften europäischen Clubs, auf unzähligen Partys und Radiostationen.

## Sport
Neugebauer ist seit den 1990er-Jahren auch als Freitaucher aktiv. Im Apnoetauchen gelangen ihm unter anderem folgende sportliche Rekorde:
- 2004: „Worldfreediving Award 2004“
- 2004: Wettkampf Weltjahresbest „Tiefe ohne Flossen“
- 2004: Wettkampf Weltjahresbest „Strecke ohne Flossen“
- 2004: Deutscher Rekord „Tiefe ohne Flossen“
- 2004: Deutscher Rekord „Strecke ohne Flossen“
- 2005: WM-Bronze „Zeittauchen“
- 2005: WM-Bronze „Strecke ohne Flossen“
- 2006: „Worldfreediving Award 2006“
- 2006: Wettkampf Weltjahresbest „Free Immersion“
- 2006: Deutscher Rekord „Free Immersion“ (aktuell bis 2011)
- 2007: Gewinner des Wettkampfes „Nordic Deep“
- 2007: zweitbeste Wettkampf-Weltjahresbestleistung im „Zeittauchen“
- 2007: Deutscher Rekord „Tiefe ohne Flossen“ (aktuell bis 2011)
- 2014: Deutscher Meister Pooldisziplinen
- 2021: Deutscher Vize-Meister Tieftauchen ohne Flossen
- 2021: Deutscher Meister Tieftauchen ohne Flossen mit Seil (Free Immersion)
- 2024: Deutscher Meister "Zeittauchen" (AIDA)

## Filme
- 2008: We Call It Techno!. Dokumentation von Maren Sextro, Holger Wick, 2008 (Interview-Partner).
- 2019: Loveparade – Als die Liebe tanzen lernte. Dokumentation von Peter Scholl, RBB, 2019 (Interview-Partner).